# Leopold Mistinger
Leopold Mistinger (* 16. März 1904 in Wien; † 3. April 2001 ebenda) war ein Buchdrucker und österreichischer Politiker (SPÖ). Er war von 1945 bis 1963 Abgeordneter bzw. Mitglied des Wiener Landtags und Gemeinderats. Von 1963 bis 1968 war er Bezirksvorsteher des 15. Wiener Gemeindebezirks (Rudolfsheim-Fünfhaus) und von 1968 bis 1970 Abgeordneter zum Österreichischen Nationalrat.
Mistinger war beruflich als Buchdrucker sowie als Amtsrat der Gemeinde Wien tätig und vertrat die SPÖ von 1945 bis 1963 im Wiener Landtag und Gemeinderat. Er war des Weiteren Leiter von Jugend am Werk und vom 27. Juni 1968 bis zum 31. März 1970 Abgeordneter zum Nationalrat. 
Zwischen 1934 und 1945 wurde er mehrmals aus politischen Gründen verhaftet. Nach seiner Verhaftung durch die Gestapo am 11. Jänner 1944 war er von Juli 1944 bis zur Befreiung 1945 im KZ Flossenbürg inhaftiert.
Leopold Mistinger wurde am Neustifter Friedhof (Gruppe C, Reihe 12, Nummer 6) bestattet.
Im 15. Bezirk erinnert der Leopold-Mistinger-Platz an ihn.